# Байкальск (станция)
Байка́льск — железнодорожная станция Восточно-Сибирской железной дороги на Транссибирской магистрали в Слюдянском районе Иркутской области.
Находится на 5352 километре Транссиба в посёлке Солзан.
Построена в 1964 году. Открыта для всех видов грузовых и пассажирских операций.

## Дальнее следование по станции
По графику 2020 года через станцию проходят следующие поезда:

### Круглогодичное движение поездов
| № поезда       | Маршрут движения           | № поезда       | Маршрут движения           |
| -------------- | -------------------------- | -------------- | -------------------------- |
| 7              | Владивосток — Новосибирск  | 8              | Новосибирск — Владивосток  |
| 11             | Владивосток — Самара       | 12             | Самара — Владивосток       |
| 69             | Чита — Москва              | 70             | Москва — Чита              |
| 71             | Улан-Удэ — Северобайкальск | 72             | Северобайкальск — Улан-Удэ |
| 77             | Нерюнгри — Новосибирск     | 78             | Новосибирск — Нерюнгри     |
| 81             | Улан-Удэ — Москва          | 82             | Москва — Улан-Удэ          |
| 99             | Владивосток — Москва       | 100            | Москва — Владивосток       |
| 149            | Улан-Удэ — Иркутск         | 150            | -                          |
| 207            | Владивосток — Новокузнецк  | 208            | Новокузнецк — Владивосток  |
| 305            | Улан-Батор — Иркутск       | 306            | Иркутск — Улан-Батор       |
| 321 "Баргузин" | Забайкальск — Иркутск      | 322 "Баргузин" | Иркутск — Забайкальск      |
| 361            | Наушки — Иркутск           | 362            | Иркутск — Наушки           |

### Сезонное движение поездов
| № поезда | Маршрут движения | № поезда | Маршрут движения |
| -------- | ---------------- | -------- | ---------------- |
| 269      | Чита — Адлер     | 270      | Адлер — Чита     |

## Пригородное сообщение по станции
| № поезда  | Маршрут движения                | № поезда  | Маршрут движения                |
| --------- | ------------------------------- | --------- | ------------------------------- |
| 6337/6335 | Выдрино — Иркутск-Сортировочный | 6334/6336 | Иркутск-Сортировочный — Выдрино |
| 6601      | Выдрино — Слюдянка I            | 6602      | Слюдянка I — Выдрино            |
| 6605      | Выдрино — Слюдянка I            | 6606      | Слюдянка I — Выдрино            |